# Marcelo Sánchez Sorondo
Marcelo Sánchez Sorondo (n. Buenos Aires, Argentina, 8 de septiembre de 1942) es un obispo católico, académico, profesor, autor, filósofo y teólogo argentino.
Ordenado sacerdote en diciembre de 1968 para la Arquidiócesis de Buenos Aires.
Tras finalizar sus estudios superiores ha estado trabajando como profesor universitario y dentro del campo de la enseñanza ha ocupado diversos cargos.
En 1987, el papa Juan Pablo II le otorgó el título de Capellán de Su Santidad.
Entre 1998 y 2022, fue el Canciller de la Pontificia Academia de las Ciencias y de la Pontificia Academia de Ciencias Sociales. Desde 2001 es obispo titular de la antigua Diócesis de Vescovio.

## Biografía
Fue ordenado sacerdote el día 7 de diciembre de 1968, por el cardenal y arzobispo Antonio Caggiano, para la arquidiócesis de Buenos Aires.
Tras su ordenación se trasladó a Italia, donde se graduó en Teología por la Universidad Pontificia de Santo Tomás de Aquino en 1974 y en Filosofía por la Universidad de Perugia en 1976.
Desde ese último hasta 1998 fue profesor de Historia de la filosofía occidental en la Pontificia Universidad Lateranense, donde además se desempeñó como ordinario en 1982 y entre 1987 y 1996 fue elegido Decano de la facultad durante tres periodos consecutivos.
Cabe destacar que al mismo tiempo, el 11 de diciembre de 1987, el papa Juan Pablo II le otorgó el título honorífico de Capellán de Su Santidad y el 18 de enero de 1989 fue designado como Miembro Ordinario de la Pontificia Academia de Santo Tomás de Aquino (PAST).
Desde 1998 fue profesor de la misma materia en la Libera Università Maria SS. Assunta (LUMSA), fue nombrado Presidente de la Licenciatura de Educación científica de esta institución.
Desde el 5 de octubre de 1998, es el Canciller de la Pontificia Academia de las Ciencias y de la Pontificia Academia de Ciencias Sociales. Un año más tarde fue Prelado Secretario de la Pontificia Academia de Santo Tomás de Aquino.
Durante todos estos años, ha realizado cursos trimestrales sobre los resultados de su investigación en la Universidad de Salamanca en dos ocasiones, en la Universidad de Santiago de Compostela, ha impartido varias conferencias y seminarios en ciudades italianas como Perugia, Macerata, Nápoles y ciudades de otros países como Washington D. C. (Estados Unidos), Moscú (Rusia), Jerusalén (Israel), Toronto y Montreal (Canadá). 
También es autor de numerosas publicaciones.
Actualmente además de ser Canciller de las Academias Pontificias, desde el 23 de febrero de 2001 tras haber sido nombrado por Juan Pablo II, es el Obispo titular de la Diócesis de Vescovio, en sucesión del cardenal Giovanni Battista Re.
Recibió la consagración episcopal el 19 de marzo, a manos del Santo Pontífice y teniendo como co-consagrantes a Angelo Sodano y a su predecesor Giovanni Battista.
En mayo de 2007 participó como miembro designado por el papa Benedicto XVI, en la V Conferencia General del Episcopado Latinoamericano y del Caribe que tuvo lugar en la ciudad brasileña de Aparecida.
Desde 2010 es miembro de la Accademia Italiana della Vite e del Vino y desde 2011 también es miembro de la Academia de Ciencias de Cuba.
El 20 de diciembre de 2016 fue confirmado como consultor de la Pontificia Comisión para América Latina in aliud quinquennium.
El 4 de abril de 2022 cesó como canciller de la Pontificia Academia de las Ciencias y de la Pontificia Academia de Ciencias Sociales por límite de edad.

## Publicaciones
- La Gracia como Participación de la Naturaleza Divina Según Santo Tomás de Aquino (Universidades Pontificias, Buenos Aires-Letrán-Salamanca, 1979), 360 pp.
- Aristotele e San Tommaso (Pontificia Università Lateranense, Città Nuova, Roma, 1981), 100 pp.
- Aristóteles y Hegel (Universidades Pontificias, Herder, Buenos Aires-Rome, 1987), 368 pp.
- La Noción de Participación en Juan Vicente,  Salmanticensis (Salamanca, 1977).
- La Gracia como Participación de la Naturaleza Divina en Juan Vicente o. p. (from his doctoral thesis presented at the Pontifical University of St. Thomas Aquinas, Salamanca, 1978)  50 pp.
- La Positività dello Spirito in Aristotele,  Aquinas,  21, fas. 1 (Rome, 1978), pp. 126 ss.
- La Querella Antropológica del Siglo XIII (Sigerio y Santo Tomás), Sapientia,  35,  137-138 (Buenos Aires, 1980), pp. 325–358.
- Il Concetto di Storia della Filosofia (Rome, 1981), 50 pp.
- Aristóteles y Hegel (N.Hartmann), introduction, translation and notes by M. S. S., Pensamiento, 154, vol. 39, (Madrid 1983), pp. 177–222.
- Partecipazione e Refusione della Grazia, in Essere e Libertà (studi in onore di C. Fabro, Perugia, 1984), pp. 225–251.
- L'Unità dei Comandamenti, Coscienza,  1, (Rome, 1985), pp. 20 ss.
- La Libertà nella Storia, in  Ebraismo, Ellenismo, Cristianesimo, Archivio di Filosofia,  53,  2-3, (Rome, 1985), pp. 89–124.
- San Tommaso: Maestro Interiore, Tabor,  40, 4, (Rome 1991), pp. 22–42.
- L'Evoluzione (Entwicklung) Storica della Libertà come Stimolo per la Filosofia Cristiana, Aquinas, 30, 1, (Rome, 1988), pp. 30–60.
- Der Weg der Freiheit nach Hegel, in Der Freiheitsgedanke in den Kulturen des Italienischen und Deutschen Sprachraumes (Akademie Deutsch-Italienischer Studien, Akten der XXI. internationalen Tagung, Meran 10-15. April 1989), pp. 457–481.
- La Noción de Libertad en la Cuestión 'De Malo' de Santo Tomás (Buenos Aires 1991), 150 pp.
- L'Energeia Noetica Aristotelica come il Nucleo Speculativo del Geist Hegeliano, in M.S.S. (ed.), L'Atto Aristotelico e le sue Ermeneutiche (Rome, 1990), pp. 179–201.
- L'Atto Aristotelico e le sue Ermeneutiche, 'Introduction' by M. S. S. (Herder, Università Lateranense, Rome, 1990), pp. I-XII.
- Ragione Pratica, Libertà, Normatività, 'Introduction' by M. S. S. (Herder, Università Lateranense, Rome, 1991), pp. I-XXIV.
- Tomismo e Pensiero Moderno, in G.M.Pizzuti (ed.), Veritatem in Caritate (Ermes, Potenza, 1991), pp. 243–253.
- Teologia Razionale, Filosofia della Religione, Linguaggio su Dio, 'Introduction' by M. S. S. (Herder, Università Lateranense, Rome, 1992), pp. I-XVII.
- I Valori Culturali dell'America Latina per la Nuova Evangelizzazione, Euntes Docete, 45, 2, (Rome, 1992), pp. 191–204.
- Francisco de Vitoria: Artefice della Nuova Coscienza sull'Uomo, Vangelo Religioni Cultura (Turin, 1993), pp. 263–277.
- Physica, Naturphilosophie, Nuovi Approcci, 'Introduction' by M. S. S. Herder, Università Lateranense, Rome, 1993, pp. I-XXVI.
- L'Idea di Università Spirituale in Pietro Rossano, in Sacro e Valori Umani (Agrigento, 1992), pp. 49–61.
- Del Alma al Espíritu: la Antropología de Tomás de Aquino, Revista Latinoamericana de Filosofía, XXII, 1, (Buenos Aires, 1994) pp. 20–37.
- Per un Servizio Sapienziale della Filosofía nella Chiesa, Aquinas,  XXXVII, fas. 3 (Rome, 1994), pp. 483–500.
- Perì Yuxhß, De Homine, Antropologia, 'Introduction' by M.S.S., Herder (Università Lateranense, Rome, 1995), pp. I-XXVIII.
- Stato, Libertà e Verità, in La Forma Morale dell'Essere, (Rosminiane, Stressa 1995), pp. 91–133.
- L'Amico come Altro se Medesimo e la sua Dialettica, in Akademie Deutsch-Italienischer Studien, Akten der XXII. internationalen Tagung, Meran 10-15. April 1994, pp. 457–481.
- Francis of Vitoria, in Hispanic Philosophy in the Age of Discovery, (The Catholic University of America, Washington 1995), Studies in Philosophy and the History of Philosophy, vol. 29, pp 59–68.
- La Libertà in C. Fabro, Studi Cattolici, September 1995, 415, pp. 529–33.
- Essere e Libertà in Fabro, in AA.VV., Cornelio Fabro: Testimonianze e Ricordi (Potenza, 1996), pp. 55–66.
- Tempo e Storia. Per un Approccio Storico e Teoretico, 'Introduction' by M.S.S. (Herder, Pont. Univ. Lateranense, Rome, 1996), XXXVI-442 pp.
- Dal Pensiero Greco il Primo Passo della Ragione verso Dio, in Le Idee, L'Unità2, 8 de enero de 1998, p. 2.
- La Vita, edited with an Introduction by M.S.S. (Mursia, Università Lateranense, Rome, 1998), XXVIII-314 pp.
- Presentazione del Colloquio sull'Eucaristia, Aquinas, XLI, fas. 2 (Rome, 1998), pp. 209–21
- In che Cosa Credono quelli che non Credono?, Aquinas, XLI, fas. 3 (Rome, 1998), pp. 465–481.
- Aristotele, in Lexicon, Dizionario dei Teologhi (P.M., Casale Monferrato, 1998), pp. 101–104.
- Znaczenie filozofii wiedzy i umiejętności jako filozofii czołowieka, in Człowiek i jego świat na przełomie XX/XXI wieku, (Częstochowa 1998), pp. 37-44, 81-89.
- Hegel: Life between Death and Thought, Analecta Husserliana, LIX (Kluwer, Holland, 1999), pp. 189–203.
- Comentario a la Encíclica Fides et Ratio, Cuenta y Razón, (Madrid, April 1999), pp. 7–18.
- Il Problema della Sopravvivenza e dello Sviluppo Sostenibile, L'Osservatore Romano, 8 April 1999.
- Per una Istanza Metafisica Aperta alla Fede, in Per una Lettura dell'Enciclica Fides et Ratio (Quaderni de L'Osservatore Romano, Vatican City, 1999), pp. 158–171.
- For a Metaphysics Open to Faith, in Catholic Culture, Documents, L'Osservatore Romano, (Vatican City, September 22), 1999, pp. 10–12, in Catholic Culture
- La Conferenza Mondiale sulla Scienza, Studium, fas. 6, (Rome 1999), pp. 867–870.
- La paz por el diálogo, in AA.VV, XV Aniversario de la firma del Tratado de Paz y Amistad entre las Repúblicas de Argentina y Chile, (Vatican City, 1999), pp. 3–10.
- La Teologia di Aristotele, in AA.VV., Pensare Dio a Gerusalemme, (Rome 2000), pp. 49–73.
- Food Needs of the Developing world in the Early Twenty-First Century, edited with an introduction by M.S.S, (Vatican City, 2000), X-475 pp.
- Science for Survival and Sustainable Development, edited with an Introduction by M.S.S., (Vatican City, 2000), pp. XII-427.
- La Strategia Filosofica di Fides et Ratio, Alpha Omega, III, fas. 2, (Rome 2000), pp. 329–339.
- The Social Dimensions of Globalisation, edited with a Foreword by M.S.S., (Vatican City, 2000), pp. 93.
- Science and the Future of Mankind - Science for Man and Man for Science, edited with an Introduction by M.S.S. (Vatican City, 2001), pp. XVII-527.
- Les Enjeux de la Connaissance Scientifique pour l'homme d'aujourd'hui, edited with an Introduction by M.S.S. (Vatican City, 2001), pp. XI-102.
- Per una Metafisica aperta alla Fede, Aquinas, XLIV, fas. 1 (Rome, 2001), pp. 35–47.
- ''Per una Rivalutazione della Nozione di Sapienza, Vita e Pensiero, LXXXIV, fas. 3 (Milano 2001), pp. 244–263.
- Los Desafíos del Cristiano a la luz de la Pontificia Academia de las Ciencias, Embajada Argentina de la Santa Sede, Ciclo de Conferencias, nro. 16, (Rome, 2001), pp. 1–24.
- Globalization Ethical and Institutional Concerns, edited by M.S.S. (Vatican City, 2001), pp. 408.
- Globalization and Humanity: New Perspectives, in AA.VV, A Dialogue on Globalization: Challenges and Opportunities for Counhtries, (The Asia Group, Rome 2001), pp. 11–28.
- The new approach on Ethics of Sciences: COMEST-Berlin 2001, in World Commission on the Ethics of Scientific Knowledge and Technology, (UNESCO, Paris 2001), pp. 35–53.
- La dignità della persona: tra accanimento terapeutico e rischio di abbandono, in AA.VV., Etica e Vita Umana, (Crema 2001), pp. 32– 65.
- Problemi sul Cristianesimo, Nuntium, V, fas. 3, (Rome, 2001), pp. 49–63.
- The Challenger of Sciences - A Tribute to the Memory of Carlos Chagas, edited with an Introduction by M.S.S. (Vatican City, 2002), pp. XIX-168.
- The Pontifical Academy of Sciences: a Historical Profile in Education, in The Challenges for Science - Education for the Twenty-First Century, (Vatican City, 2002), pp. 272–290.
- Pontificia Accademia delle Scienze, in Dizionario Interdisciplinare di Scienza e Fede, (Città Nuova, Rome 2002), vol. 1, pp. 1084–1092.
- Sulla Verità della Scienza, Doctor Communis, II n.s., (Vatican City 2002), pp. 45–68.
- Science and Truth: Observations on the Truth of Science, Analecta Husserliana, vol. LXVII, (Kluwer Academic Publishers, London 2002), pp. 49–73.
- Globalización y Solidaridad, FundaciónBanco de Boston, (Buenos Aires, 2002), 43 pp.
- Globalizzazione e Solidarietà, Extra Series 15, (Vatican City 2002), 42 pp.
- Intergenerational Solidarity, edited by M.S.S., (Vatican City 2002), pp. 251.
- Globalisation and Inequalities, edited by M.S.S., (Vatican City 2002), pp. 192.
- Reflexiones sobre Dios en el siglo XX, in Nuntium, año 3, número 6, (Madrid, Julio de 2002), pp. 160–168.
- Terrorism, Culture and John Paul II, edited by M.S.S. and Caude Manoli, World Federation of Scientists, (Erice 2003), 183 pp.
- Globalisation and Terrorism, in Terrorism, Culture and John Paul II, (Erice 2003), pp. 45–75.
- Papal Addresses, to the Pontifical Academy of Sciences 1917-2002 and to the Pontifical Academy of social Sciences, edited with an Introduction, notes and index by M.S.S., (Vatican City 2003), pp. LIV-524.
- Il Padre e il Figlio amano se stessi e noi per lo Spirito Santo (Sth I 37 2), in Doctor Communis, fasc. 2, (Vatican City 2003), pp. 41–57.
- The Truth Is the Goal of the Universe, in E. Majorana Center for Scientific Culture, (Erice, Italy, 10-15 May 2003), pp. 191–196.
- La rilettura storica speculativa della filosofia, in Audacia della ragione e inculturazione della fede, (Roma 2003), pp. 245–260.
- Una sintesi di umanesimo e scienza, in V. De Cesare (ed.), Per l'Europa, (Napoli 2003), pp. 58–61.
- For a Catholic Vision of the Economy, in Journal of Markets &Morality, Volume 6, Numer 1, (Michigan 2003), pp. 7–31, Acton
- Per una cultura aperta alla fede, in La Chiesa a servizio dell'uomo, Giovanni Paolo II XXV anni di Pontificato, (Roma 2003), pp. 144–152.
- The Pontifical Academy of Sciences: A Historical Profile, The Pontifical Academy of Sciences, Extra Series 16, (Vatican City 2003), pp. 24.
- Cien Años de Magisterio Pontificio para las Ciencias, Pontificia Academia de las Ciencias, Extra Series 19, (Ciudad del Vaticano 2003), pp. 58.
- Science and Reality, Analecta Husserliana, vol. LXXIX, (Kluwer Academic Publishers, London 2004), pp. 821–833.
- The Four-Hundredth Anniversary of the Pontifical Academy of Sciences, edited with an Introduction and index by M.S.S., The Pontifical Academy of Sciences, Acta 17, (Vatican City 2004), pp. 170.
- The Governance of Globalisation, E. Malinvaud, L. Sabourin and M. S. S. (eds.), (Vatican City 2004), pp. XXXV-403.
- Pour un nouvel humanisme scientifique, in EWHUM (European Humanism in the World), posté 14 giugno 2004, in EWHUM
- Globalizar la solidaridad, Ciclo de Conferencias CEFOP, (La Plata, Provincia de Buenos Aires, 2004) pp. 58.
- Il Magistero dei Papi per la Pace e l'Accademia delle Scienze, in G. Prestipino (ed.), Guerra e Pace, (Napoli 2004), pp. 83–110.
- Globalisation and Solidarity, in A. D. Rotfeld (ed.), New Political Act for the United Nations, (Warsaw 2004), pp. 160–205.
- Human Security, Charity and Justice, in A. D. Rotfeld (ed.), New Threats, New Responses (Towards the UN Reform), (Warsaw 2004), pp. 130–135, PDF Report
- Globalisation, Justice and Charity, Extra Series 20, (Vatican City 2004), 20 pp.
- Globalización y Justicia Social, Extra Series 21, (Vatican City 2004), 28 pp.
- Globalizzare la giustizia, in I diritti umani nel mondo globalizzato, a cura di E. Conti, (Brescia 2004), pp. 61–74.
- The Pontifical Academy of Sciences, in Interdisciplinary Encyclopaedia of Religion and Science, ed. by G. Tanzella and A. Strumia, Roma 2005, Disf
- Globalisation and Learning, in Electronic Journal of Biotechnology, Vol. 8, No. 1, Issue of April 15, Pontificia Universidad Católica de Valparaíso, (Chile 2005), in EJBiotechnology Journal Archivado el 2 de diciembre de 2008 en Wayback Machine.
- Conceptualization of the Person in Social Sciences. (vol. Actas 11, pp. 510). ISBN 88-86726-18-X. VATICAN: The Pontifical Academy of Social Sciences (Vatican City).
- El Padre y el Hijo se aman y nos aman por el Espíritu Santo, in A. Galli, Homenaje al P. Ricardo Ferrara (Buenos Aires, 2006), pp. 80–120.
- The Various Transcendent Levels of the Sacred in History: The East, Natural Religion, and Revealed Religion in M. S. S. (ed.), The Sacred, (The Pontifical Academy of St. Thomas Aquinas, Vatican City, 2006) pp. 69–81.
- Femminismo e filosofia contemporanea, in A. Luciani (ed.), Nuovo Femminismo (Carità Politica, Roma, 2006), pp. 35–64.
- La educación como el arte de devenir sí mismo en un mundo globalizado In AA. VV. La educación hoy, (Banco de Galicia, Buenos Aires, 2006), pp 35 – 58.
- La libertà della Scienza, in E. Conti (ed.), Le libertà (Brescia, 2006), pp. 25-39.
- Globalización y justicia internacional, in E. D. Bautista (ed.), Globalización y justicia internacional, (Fondo de Cultura Económica, México, 2006), pp. 263-291.
- Why the Concept of Brain Death is Valid as a Definition of Death, in M. S. S. (ed.), The Signs of Death (The Pontifical Academy of Sciences, Vatican City, 2007), pp. xxi-xxix, 388-394.
- Statement on Globalization and Education, in M. S. S. (ed.), Globalisation and Education, (W. de Gruyter, Berlin, 2007), pp. 257-285.
- Philosophy, Science, Faith, in M. S. S. (ed.), What is our Real Knowledge about the Human Being, (The Pontifical Academy of Sciences, Vatican City, 2007), pp. 69-81.
- Introduction, in M. S. S. (ed.), Stem Cells Technology and Other Innovative Therapies, (The Pontifical Academy of Sciences, Vatican City 2007), pp. vii-xi.
- Justice in Potency, in M. S. S. (ed.), Charity and Justice Among Peoples and Nations, (The Pontifical Academy of Social Sciences, Vatican City 2007), pp. 150–165.

## Títulos y condecoraciones
- Esta es la lista de todos los títulos y condecoraciones que le han sido otorgados:

| Distinción                                                                        | Período                 | Lugar                           | Otorgado por                  |
| --------------------------------------------------------------------------------- | ----------------------- | ------------------------------- | ----------------------------- |
| Capellán de Su Santidad                                                           | 11 de diciembre de 1987 | Ciudad del Vaticano             | Juan Pablo II                 |
| Caballero de la Gran Cruz de la Orden al Mérito de la República Italiana          | 1999                    | República de Italia             | Carlo Azeglio Ciampi          |
| Oficial de la Legión de Honor                                                     | 2000                    | República Francesa              | Jacques Chirac                |
| Gran Cruz de la Orden de Río Branco                                               | 2004                    | República Federativa del Brasil | Luiz Inácio Lula da Silva     |
| Oficial de la Orden al Mérito de la República de Austria                          | 2004                    | República de Austria            | Heinz Fischer                 |
| Gran Oficial de la Orden de Bernardo O'Higgins                                    | 2005                    | República de Chile              | Ricardo Lagos                 |
| Caballero de la Orden al Mérito de Chile                                          | 2006                    | República de Chile              | Michelle Bachelet             |
| Caballero de la Gran Cruz de la Sagrada Orden Militar Constantiniana de San Jorge | 2006                    | República de Italia             | Carlos de Borbón-Dos Sicilias |
| Gran Prior de la Sagrada Orden Militar Constantiniana de San Jorge                | 2008                    | República de Italia             | Carlos de Borbón-Dos Sicilias |

### Premios
- También ostenta diversos premios:

| Distinción                                                                    | Período |
| ----------------------------------------------------------------------------- | ------- |
| Premio Francesco Vito de la Universidad Católica del Sagrado Corazón de Milán | 2001    |
| Premio Pablo Neruda, en Chile                                                 | 2004    |
| Premio de la Federación Mundial de Asociaciones de Médicos Católicos          | 2010    |